# The Adventures of Marco Polo
The Adventures of Marco Polo is een Amerikaanse avonturenfilm uit 1938 onder regie van John Ford. De film werd destijds in Nederland uitgebracht onder de titel De avonturen van Marco Polo.

## Verhaal
De ontdekkingsreiziger Marco Polo reist van Venetië naar Peking. Daar wordt hij verliefd op de dochter van de keizer. Koeblai Khan is een verstandige en rechtvaardige vorst, maar zijn adviseur Ahmed wil hem uit de weg ruimen. Hij wil zich ook van Marco Polo ontdoen, zodat hij zelf met de prinses kan trouwen. Hij zendt Marco Polo daarom naar het westen om strijd te voeren tegen de barbaren.

## Rolverdeling
| Acteur         | Personage        |
| -------------- | ---------------- |
| Gary Cooper    | Marco Polo       |
| Sigrid Gurie   | Prinses Kukachin |
| Basil Rathbone | Ahmed            |
| George Barbier | Koeblai Khan     |
| Alan Hale sr.  | Kaidu            |
| Binnie Barnes  | Nazama           |
| Ernest Truex   | Binguccio        |
| H. B. Warner   | Chen Tsu         |
| Henry Kolker   | Nicolo Polo      |